# Antonio Simbenati
Antonio Simbenati (Verona, 1668 – XVIII secolo) è stato un pittore italiano.
Dopo qualche anno di attività pittorica, si fece prete e abbandonò la prima attività sino all'età di ventinove anni quando la riprese a Venezia in compagnia dell'amico Antonio Balestra. Tornato a Verona, entrò nel monastero benedettino di San Zeno, nella cui chiesa realizzò alcune opere: la pala San Carlo con la Vergine e il bambino, il Martirio di San Dionisio, un'altra pala con vari santi, una pala con Vergine, san Giuseppe e il bambino nel viaggio verso l'Egitto, l'Assunzione della vergine nella chiesa sotterranea e la Traslazione del corpo di San Zeno.